# Hospital Universitario de Guadalajara
El Hospital Universitario de Guadalajara es un centro sanitario situado en Guadalajara, España, adscrito al Servicio de Salud de Castilla-La Mancha (SESCAM). Es uno de los hospitales más importantes y vanguardistas de la región.

## Historia
Inaugurado el 25 de enero de 1982, para sustituir a la "Residencia vieja de El Ferial". Se localiza al sur de la ciudad, junto a la N-320 y a la A-2. Está destinado a dar servicio a toda la provincia de Guadalajara y para ello tiene asociado dos centros de especialidades en Azuqueca de Henares y Molina de Aragón. Tras la puesta en marcha de la nueva zona de ampliación, cuenta con un máximo de 771 camas, más de 100 salas de consultas y 28 quirófanos, entre otras dependencias, en una superficie de 116.000 m².
Desde el año 2009 está en ejecución la ampliación del hospital en una parcela contigua, para atender el incremento de población. En septiembre de 2022 se inauguró dicha ampliación.

## Docencia

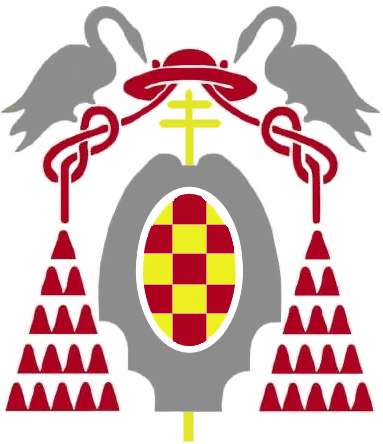
Escudo de la Universidad de Alcalá.

Como hospital universitario está adscrito a la Universidad de Alcalá para las prácticas del alumnado de medicina, farmacia y enfermería.